# Camphin-en-Carembault
Pour les articles homonymes, voir Camphin et Carembault.
Ne doit pas être confondu avec Camphin-en-Pévèle.
Camphin-en-Carembault est une commune française située dans le département du Nord, en région Hauts-de-France.

## Géographie

### Description
Camphin-en-Carembault est un bourg de Flandre romane traversé par la LGV Nord

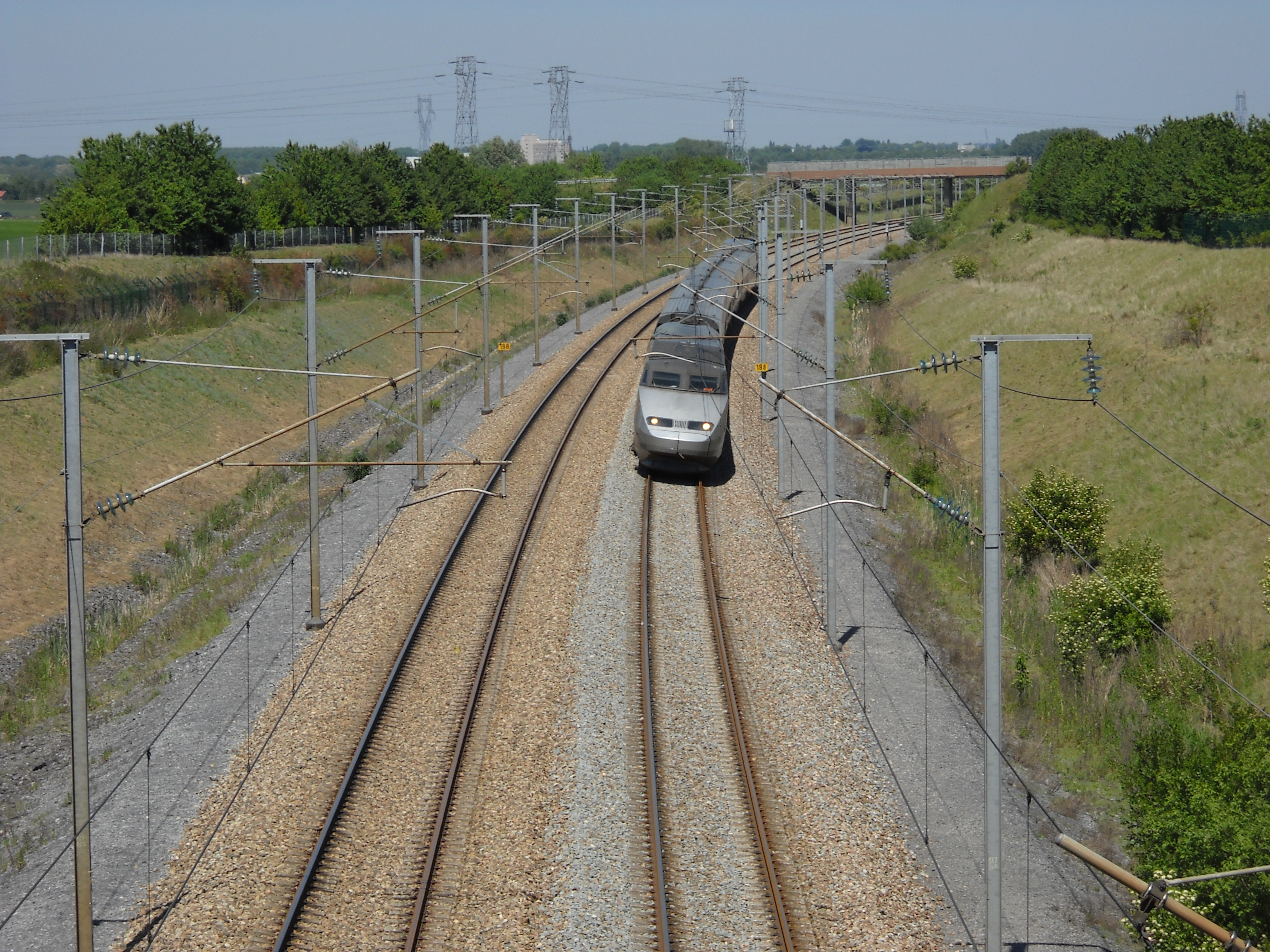
UN TGV sur la LGV Nord.

### Communes limitrophes
| Gondecourt (par un quadripoint) | Chemy                 |            |
| Carnin                          | Camphin-en-Carembault | Phalempin  |
| Carvin                          |                       | Libercourt |

### Hydrographie

#### Réseau hydrographique
La commune est située dans le bassin Artois-Picardie. Elle est drainée par la Chapelette, la Phalempin, le Camphin-en-Carembault, le fossé des moines et un autre petit cours d'eau,.

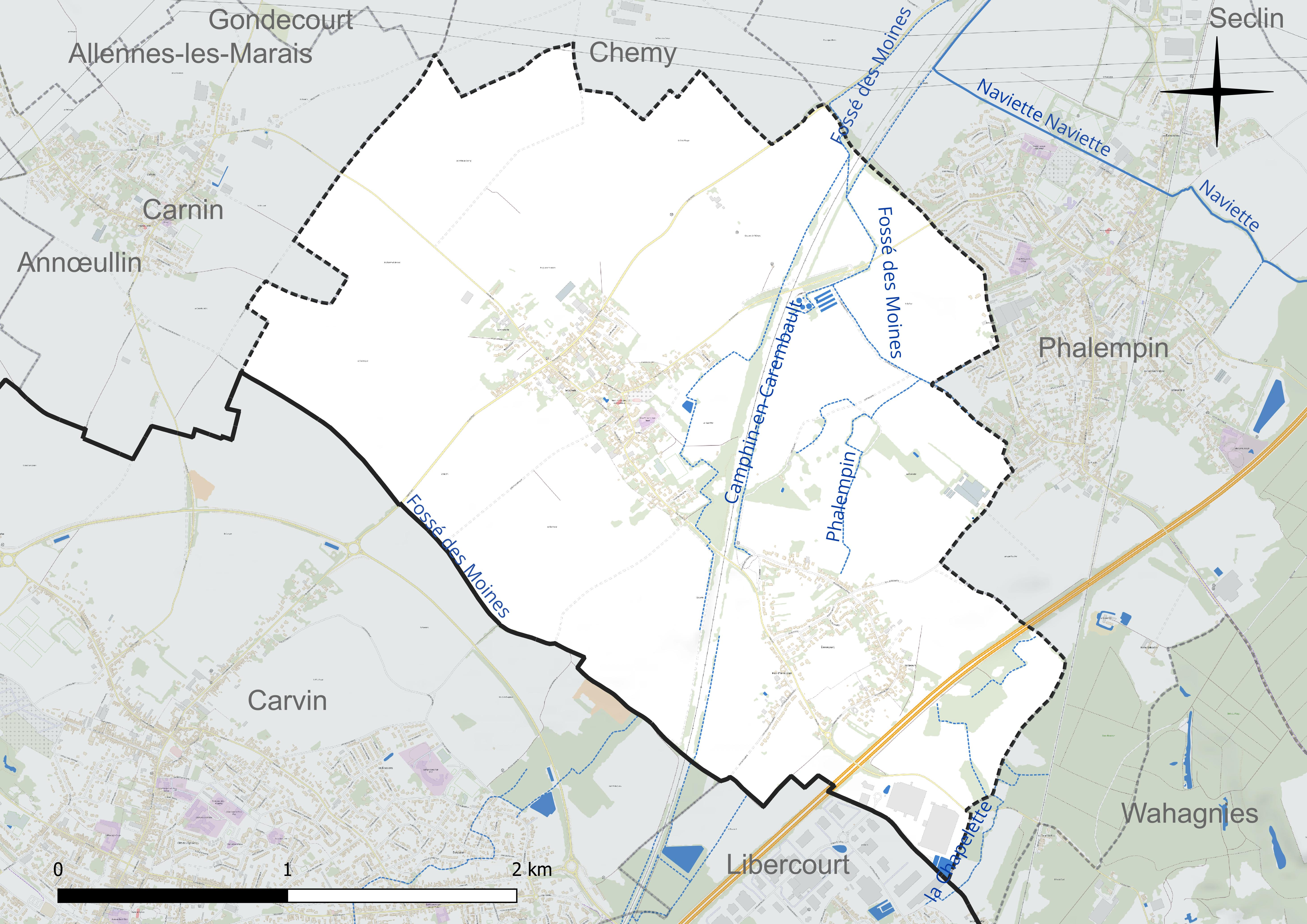
Réseau hydrographique de Camphin-en-Carembault.

#### Gestion et qualité des eaux
Le territoire communal est couvert par le schéma d'aménagement et de gestion des eaux (SAGE) « Marque Deûle ». Ce document de planification concerne un territoire de 1 120 km2 de superficie, délimité par les bassins versants de la Marque et de la Deûle, formant une vaste cuvette sédimentaire de 40 km de long et de 25 km de large, où la pente est très faible. Le périmètre a été arrêté le 2 décembre 2005 et le SAGE proprement dit a été approuvé le 9 mars 2020. La structure porteuse de l'élaboration et de la mise en œuvre est la Métropole européenne de Lille.
La qualité des cours d'eau peut être consultée sur un site dédié géré par les agences de l'eau et l'Agence française pour la biodiversité.

### Climat
Pour des articles plus généraux, voir Climat des Hauts-de-France et Climat du Nord.
En 2010, le climat de la commune est de type climat océanique dégradé des plaines du Centre et du Nord, selon une étude du CNRS s'appuyant sur une série de données couvrant la période 1971-2000. En 2020, Météo-France publie une typologie des climats de la France métropolitaine dans laquelle la commune est exposée à un climat océanique et est dans la région climatique Nord-est du bassin Parisien, caractérisée par un ensoleillement médiocre, une pluviométrie moyenne régulièrement répartie au cours de l'année et un hiver froid (3 °C).
Pour la période 1971-2000, la température annuelle moyenne est de 10,5 °C, avec une amplitude thermique annuelle de 14,3 °C. Le cumul annuel moyen de précipitations est de 721 mm, avec 11,7 jours de précipitations en janvier et 9,1 jours en juillet. Pour la période 1991-2020, la température moyenne annuelle observée sur la station météorologique la plus proche, située sur la commune de Lesquin à 12 km à vol d'oiseau, est de 11,3 °C et le cumul annuel moyen de précipitations est de 740,0 mm,. Pour l'avenir, les paramètres climatiques de la commune estimés pour 2050 selon différents scénarios d'émission de gaz à effet de serre sont consultables sur un site dédié publié par Météo-France en novembre 2022.

## Urbanisme

### Typologie
Au 1er janvier 2024, Camphin-en-Carembault est catégorisée ceinture urbaine, selon la nouvelle grille communale de densité à sept niveaux définie par l'Insee en 2022.
Elle est située hors unité urbaine. Par ailleurs la commune fait partie de l'aire d'attraction de Lille (partie française), dont elle est une commune de la couronne,. Cette aire, qui regroupe 201 communes, est catégorisée dans les aires de 700 000 habitants ou plus (hors Paris),.

### Occupation des sols
L'occupation des sols de la commune, telle qu'elle ressort de la base de données européenne d'occupation biophysique des sols Corine Land Cover (CLC), est marquée par l'importance des territoires agricoles (85,7 % en 2018), en diminution par rapport à 1990 (94,2 %). La répartition détaillée en 2018 est la suivante :
terres arables (85,7 %), zones urbanisées (12,4 %), zones industrielles ou commerciales et réseaux de communication (1,9 %). L'évolution de l'occupation des sols de la commune et de ses infrastructures peut être observée sur les différentes représentations cartographiques du territoire : la carte de Cassini (XVIIIe siècle), la carte d'état-major (1820-1866) et les cartes ou photos aériennes de l'IGN pour la période actuelle (1950 à aujourd'hui).

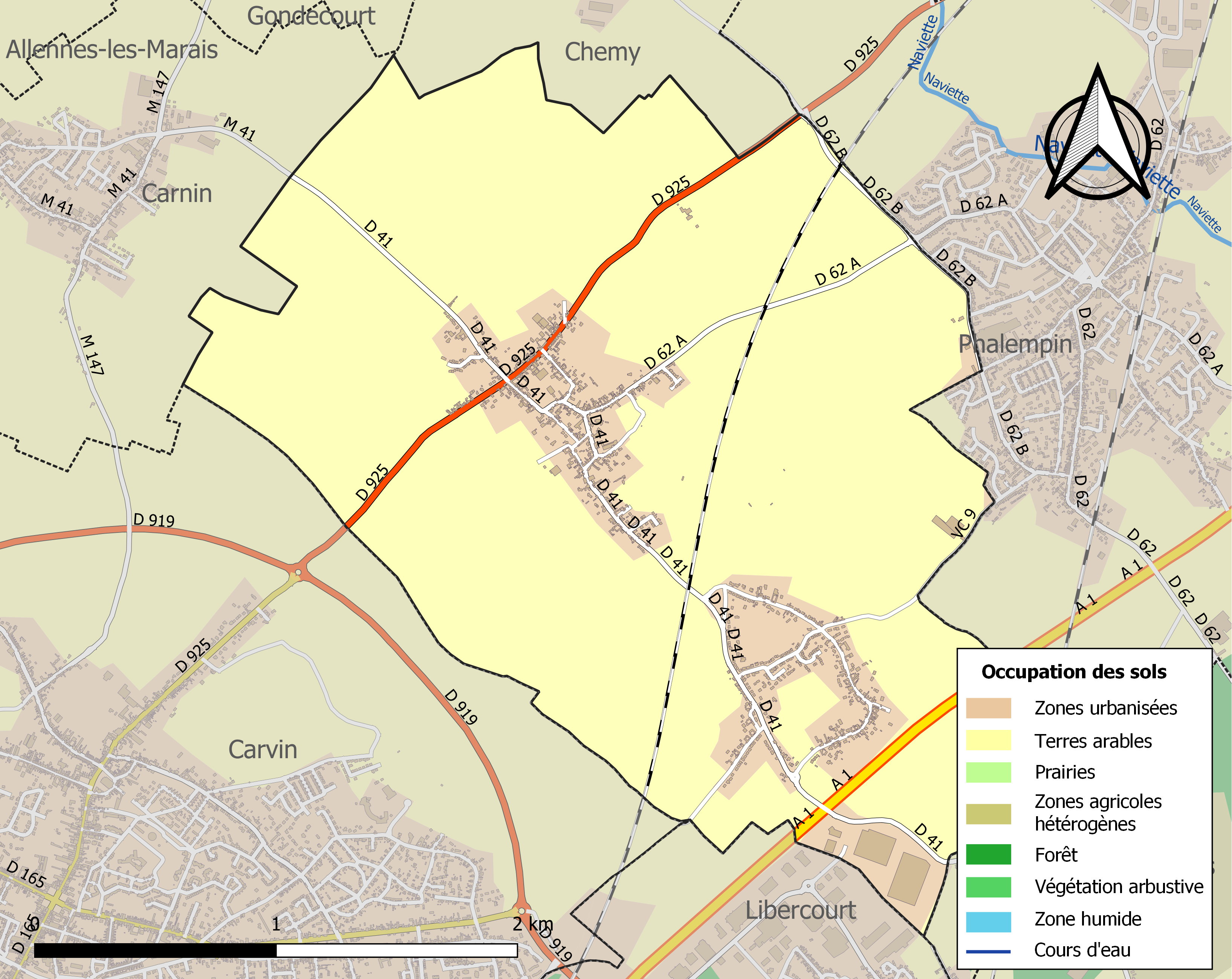
Carte des infrastructures et de l'occupation des sols de la commune en 2018 (CLC).

### Habitat et logement
En 2018, le nombre total de logements dans la commune était de 716, alors qu'il était de 656 en 2013 et de 624 en 2008.
Parmi ces logements, 92,6 % étaient des résidences principales, 0,6 % des résidences secondaires et 6,8 % des logements vacants. Ces logements étaient pour 94 % d'entre eux des maisons individuelles et pour 6 % des appartements.
Le tableau ci-dessous présente la typologie des logements à Camphin-en-Carembault en 2018 en comparaison avec celle du Nord et de la France entière. Une caractéristique marquante du parc de logements est ainsi une proportion de résidences secondaires et logements occasionnels (0,6 %) inférieure à celle du département (1,6 %) et à  à celle de la France entière (9,7 %). Concernant le statut d'occupation de ces logements, 88 % des habitants de la commune sont propriétaires de leur logement (88,2 % en 2013), contre 54,7 % pour le Nord et 57,5 % pour la France entière.
| Typologie                                               | Camphin-en-Carembault | Nord | France entière |
| ------------------------------------------------------- | --------------------- | ---- | -------------- |
| Résidences principales (en %)                           | 92,6                  | 90,8 | 82,1           |
| Résidences secondaires et logements occasionnels (en %) | 0,6                   | 1,6  | 9,7            |
| Logements vacants (en %)                                | 6,8                   | 7,7  | 8,2            |

## Toponymie
Du latin Confinium, de confinis avec le suffixe -ium, (« Contigu, voisin »).
Le village tire la fin de son nom de l'ancien pays du Carembault, à cheval sur l'Artois et la Flandre.

## Politique et administration

### Rattachements administratifs et électoraux

#### Rattachements administratifs
La commune se trouve dans l'arrondissement de Lille du département ddu Nord.
Elle faisait partie depuis 1802 du canton de Seclin-Sud. Dans le cadre du redécoupage cantonal de 2014 en France, cette circonscription administrative territoriale a disparu, et le canton n'est plus qu'une circonscription électorale.

#### Rattachements électoraux
Pour les élections départementales, la commune fait partie depuis 2014 du canton d'Annœullin
Pour l'élection des députés, elle fait partie de la cinquième circonscription du Nord.

### Intercommunalité
Camphin-en-Carembault était membre de la communauté de communes du Carembault, un établissement public de coopération intercommunale (EPCI) à fiscalité propre créé fin 1992 et auquel la commune avait transféré un certain nombre de ses compétences, dans les conditions déterminées par le code général des collectivités territoriales.
Conformément aux prescriptions de la loi de réforme des collectivités territoriales du 16 décembre 2010, qui a prévu le renforcement et la simplification des intercommunalités et la constitution de structures intercommunales de grande taille, cette intercommunalité a fusionné avec ses voisines pour former, le 1er janvier 2017, la communauté de communes Pévèle Carembault, dont est désormais membre la commune.

### Liste des maires
Maire en 1881 : Gravelaine (républicain).
| Période                                  | Période                        | Identité        | Étiquette | Qualité        |
| ---------------------------------------- | ------------------------------ | --------------- | --------- | -------------- |
| Les données manquantes sont à compléter. |                                |                 |           |                |
| avant 1802,                              | 1808                           | M. Wauquier     |           |                |
| Les données manquantes sont à compléter. |                                |                 |           |                |
| avant 1981                               |                                | Roger Wattrelot |           |                |
| Les données manquantes sont à compléter. |                                |                 |           |                |
| mars 1985                                | 2014                           | Paul Sion       |           |                |
| 2014                                     | novembre 2022                  | Raymond Namyst  | DVD       | Démissionnaire |
| novembre 2022                            | En cours (au 16 décembre 2022) |                 |           |                |

## Population et société

### Démographie

#### Évolution démographique
L'évolution du nombre d'habitants est connue à travers les recensements de la population effectués dans la commune depuis 1793. Pour les communes de moins de 10 000 habitants, une enquête de recensement portant sur toute la population est réalisée tous les cinq ans, les populations de référence des années intermédiaires étant quant à elles estimées par interpolation ou extrapolation. Pour la commune, le premier recensement exhaustif entrant dans le cadre du nouveau dispositif a été réalisé en 2007.

En 2022, la commune comptait 1 725 habitants, en évolution de +4,8 % par rapport à 2016 (Nord : +0,51 %, France hors Mayotte : +2,11 %).
| 1793  | 1800 | 1806 | 1821 | 1831 | 1836 | 1841 | 1846 | 1851 |
| ----- | ---- | ---- | ---- | ---- | ---- | ---- | ---- | ---- |
| 1 011 | 877  | 851  | 937  | 884  | 866  | 895  | 923  | 928  |

| 1856 | 1861 | 1866 | 1872 | 1876 | 1881 | 1886 | 1891 | 1896 |
| ---- | ---- | ---- | ---- | ---- | ---- | ---- | ---- | ---- |
| 908  | 918  | 938  | 940  | 928  | 906  | 919  | 902  | 903  |

| 1901 | 1906 | 1911 | 1921 | 1926  | 1931  | 1936  | 1946  | 1954  |
| ---- | ---- | ---- | ---- | ----- | ----- | ----- | ----- | ----- |
| 940  | 916  | 962  | 959  | 1 040 | 1 055 | 1 060 | 1 128 | 1 188 |

| 1962  | 1968  | 1975  | 1982  | 1990  | 1999  | 2006  | 2007  | 2012  |
| ----- | ----- | ----- | ----- | ----- | ----- | ----- | ----- | ----- |
| 1 214 | 1 254 | 1 258 | 1 442 | 1 547 | 1 539 | 1 587 | 1 594 | 1 600 |

| 2017  | 2022  | - | - | - | - | - | - | - |
| ----- | ----- | - | - | - | - | - | - | - |
| 1 660 | 1 725 | - | - | - | - | - | - | - |

#### Pyramide des âges
La population de la commune est relativement jeune.
En 2018, le taux de personnes d'un âge inférieur à 30 ans s'élève à 33,8 %, soit en dessous de la moyenne départementale (39,5 %). À l'inverse, le taux de personnes d'âge supérieur à 60 ans est de 23,8 % la même année, alors qu'il est de 22,5 % au niveau départemental.
En 2018, la commune comptait 851 hommes pour 831 femmes, soit un taux de 50,59 % d'hommes, largement supérieur au taux départemental (48,23 %).
Les pyramides des âges de la commune et du département s'établissent comme suit.
| Hommes | Classe d’âge | Femmes |
| ------ | ------------ | ------ |
| 0,5    | 90 ou +      | 0,4    |
| 3,6    | 75-89 ans    | 6,6    |
| 17,3   | 60-74 ans    | 19,3   |
| 23,9   | 45-59 ans    | 24,6   |
| 18,3   | 30-44 ans    | 17,9   |
| 17,4   | 15-29 ans    | 15,7   |
| 19,1   | 0-14 ans     | 15,5   |

| Hommes | Classe d’âge | Femmes |
| ------ | ------------ | ------ |
| 0,5    | 90 ou +      | 1,4    |
| 5,3    | 75-89 ans    | 8,1    |
| 14,8   | 60-74 ans    | 16,2   |
| 19,1   | 45-59 ans    | 18,4   |
| 19,5   | 30-44 ans    | 18,7   |
| 20,7   | 15-29 ans    | 19,1   |
| 20,2   | 0-14 ans     | 18     |

### Cultes
Le territoire de Camphin-en-Carembault est intégré à la paroisse catholique dite du Carembault dont fait également partie la commune de Phalempin. La liturgie s'accomplit en l'église saint Médard et l'abbé Jacques AKONOM en est son curé.
La paroisse se trouve sur le Doyenné du Pévèle-Carembault, lui-même faisant partie du Diocèse de Lille.

## Culture locale et patrimoine

### Lieux et monuments

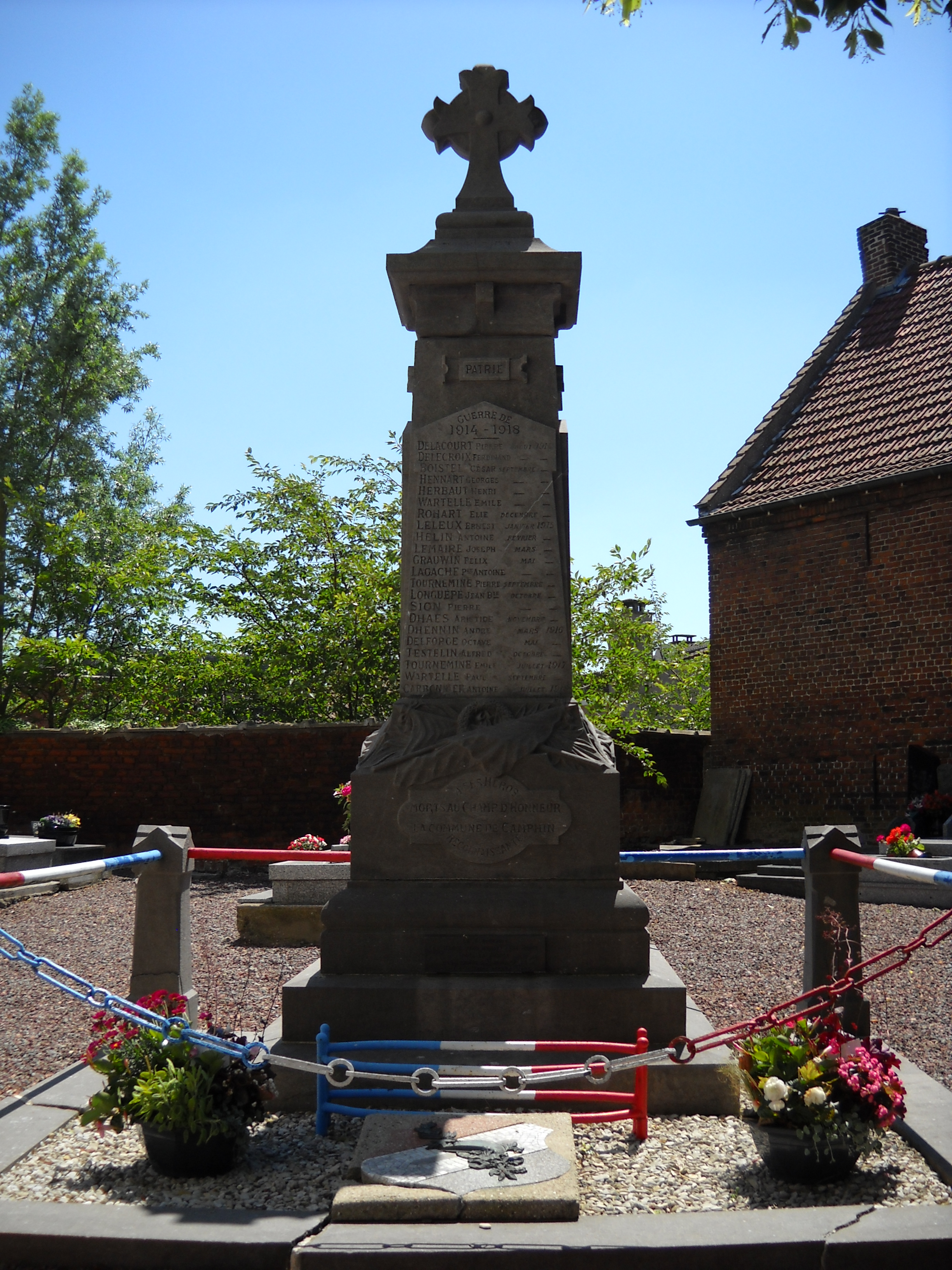
Le monument aux morts.

- Émetteur de Camphin-en-Carembault : Émetteur d'ondes moyennes (PO), il utilisait un grand pylône et une tour auto-portante isolée de la terre[29]. L'émetteur de Camphin-en-Carembault transmettait sur les fréquences de 1 077 kHz et de 1 377 kHz jusqu'au 31 décembre 2015. Les pylônes ont été détruits le 18 août 2022.
- Monument aux morts

### Personnalités liées à la commune
- Paul-Henri Grauwin (1914-1989) médecin militaire, résistant, héros de la bataille de Diên Biên Phu, y est né.

### Héraldique
| Blason de Camphin-en-Carembault | Blason  | De gueules à trois clefs d'argent mises en pal, le panneton en haut et à dextre, |
| Blason de Camphin-en-Carembault | Détails | Le statut officiel du blason reste à déterminer.                                 |